# Danny Clark
Daniel "Danny" Clark (Launceston, 30 augustus 1951) is een voormalig Australisch wielrenner, die vooral uitblonk in het baanwielrennen.

## Carrière
IN 1970 won hij een zilveren medaille op de Britse Gemenebestspelen bij de individuele achtervolging. Hij was als baanrenner actief tussen 1973 en 1997 en behaalde vele overwinningen, onder anderen samen met Andreas Kappes, Urs Freuler, René Pijnen, Bernard Vallet en Donald Allen. Zijn grootste succes was evenwel het behalen van de zilveren medaille tijdens de Olympische Zomerspelen 1972 op het onderdeel 1000m tijdrit verreden in het Olympia-Radstadion.
Danny Clark won zesdaagsen in: Antwerpen, Berlijn, Buenos Aires, Dortmund, Gent, Grenoble, Hannover, Herning, Kopenhagen, Keulen, Maastricht, München, Münster, Parijs, Rotterdam en de Sydney.
Daarnaast won hij diverse wereld- en Europese medailles, onder andere op de onderdelen keirin en puntenkoers. Clark reed voor een groot aantal ploegen, waaronder die van Peter Post.
Beyssens ·
Bittinger ·
Bolle ·
Borguet ·
Clark ·
Constant ·
Converset ·
Cuyle ·
De Carvalho ·
Dedeckere ·
Demeyer ·
Desruelle ·
Giustizia (tot 01/06) ·
Govaerts ·
Hesters ·
Kelly ·
Loder ·
Maertens  ·
Malfait ·
Mariotti ·
Martínez ·
Muselet ·
Myngheer (vanaf 01/04) ·
Naegels ·
Pollentier ·
Sanders ·
Schmid ·
Schroyens ·
Tinazzi ·
Van de Poel ·
Van der Slagmolen ·
Van De Vijver ·
Van Hoof ·
A. Van Vlierberghe ·
F. Van Vlierberghe ·
Verplancke ·
Verschaeve · 
Verschuere
Agostinho ·
Beyssens ·
Bittinger ·
Calzati ·
Clark ·
De Nul ·
De Roo ·
Dedeckere ·
Demeyer ·
Desruelle ·
H. Devos ·
P. Devos (vanaf 01/08) ·
Dubois ·
Dumont ·
Heirweg ·
Hendrickx ·
J-P. Hosotte ·
P. Hosotte ·
Kelly ·
Loder ·
Maertens ·
Malfait ·
Mariotti ·
Meernhout ·
Muselet ·
Myngheer ·
Ongenae ·
Pollentier ·
Salm ·
Theunis ·
Tilmant ·
Tinazzi ·
Vallaeys ·
Van Vlierberghe ·
Verplancke ·
Verschaeve · 
Verschuere
Alfonsel ·
Blanco ·
Cambil · 
Clark ·
Coll ·
Corredor ·
Cueli · 
Dejonckheere ·
Del Piño ·
Dietzen ·
Echave · 
Emonds · 
González · 
Gutiérrez ·
Jiménez ·
Lauraire · 
Martens ·
Mayora ·
Muñoz · 
Perea ·
Sarrapio ·
Schütz ·
Teran ·
Timoner ·
Urrutibeazcoa · 
Yurrebaso
Blanco ·
Clark ·
Coll ·
Cueli · 
Dejonckheere ·
Díaz ·
Díaz de Otazu ·
Dietzen ·
Echave · 
González · 
Gutiérrez ·
Hilse · 
Ocaña ·
Pacheco · 
Mayora ·
Perea ·
Sarrapio ·
Schütz ·
Teran ·
Urrutibeazcoa · 
Yurrebaso · 
Aja (stagiair)  
Boulanger · 
Ceci · 
Clark · 
Dalgal · 
De Wilde · 
Haghedooren ·
Ilegems · 
Janssens ·
Kools ·   
Messelis · 
Nuttall ·
Peeters · 
Frank Pirard · 
Frits Pirard · 
Schurgers · 
Tourné · 
Van Camp ·
Van Der Vorst (tot 15/06) · 
Van Ende · 
Van Impe ·
Van Oyen ·
Vanhaerens
Boulanger · 
Ceci · 
Clark (tot 28/02) · 
Dalgal · 
De Wilde · 
Haghedooren ·
Heynderickx ·
Ilegems · 
Kools ·   
Kuiper ·
Lilholt ·
Mertens ·
Messelis · 
Meuwissen ·
Nevens ·
Peeters · 
Pirard · 
Schurgers (tot 15/02) · 
Tourné · 
Van Ende · 
Van Oyen ·
Van Slycke · 
Vanhaerens ·
Verleyen ·
Wijnant · 
Wijnants
Breukink ·
Clark ·
de Koning ·
de Rooij · 
Freuler ·
Gavillet ·
Harings ·
Hendriks · 
Imboden (tot 31/07) ·
Lubberding ·
Märki ·
Nulens · 
Peiper · 
Talen ·
Thurau (tot 31/07) ·
Vanderaerden · 
Van Lancker ·
van Loon ·
van Rijen ·
van Vliet ·
van Wijk ·
Wampers ·
Winnen
Breukink ·
Clark (tot 28/02) ·
Cornelisse ·
de Koning ·
de Rooij · 
Dürst ·
Freuler ·
Harings ·
Lubberding ·
Märki ·
Nulens · 
Ottevanger ·
Peiper · 
Rozendal · 
Talen ·
Vanderaerden · 
Van Lancker ·
van Loon ·
van Poppel ·
van Rijen ·
van Vliet ·
Wampers ·
Winnen
Arroyo · Bailey · Carter · Clark · De Backer · De Wolf · Dorgelo · Günther · Hoste · Kools · Kuum · Lameire · Lammerts · Larsen · LeMond  · Liboton · Martens · Messelis · Museeuw · Namtvedt · Onnockx · Planckaert · Sturgess · Szostek · Van Holen · Van Vooren · Vancraeynest · Verschuere · Zanoli
Biondi · 
Chevallier ·
Clark · 
Colyn · 
De Wael ·
De Wilde · 
Diehl · 
Frison · 
Haghedooren ·
Harmeling ·   
Holm ·
Lilholt ·
Moreau ·
Nevens ·
Patry · 
Peeters · 
Pillon · 
Roche · 
Roosen · 
Thevenin ·
Van Slycke · 
Verstrepen ·
Virvaleix
Aun · Bowen · Carpenter · Carter · Clark · Eustice · Fornes · Goral · Görgen (tot 30/04) · Günther · Holden · Imboden · Klaus (tot 15/08) · Kuum · Lehnert · Mathis · Mierzejewski · Namtvedt · Peck · Reiss · Rellensmann (tot 15/08) · Roux · Veggerby · Walker · Wiatr · Willerton · Zamana